# Kysyl
Kysyl (russisch Кызы́л, tuwinisch Кызыл) ist die Hauptstadt der russischen Teilrepublik Tuwa im südlichen Sibirien und hat 109.918 Einwohner (Stand 14. Oktober 2010). Die Stadt liegt auf 631 m über dem Meer am Zusammenfluss von Großem und Kleinem Jenissei. „Kysyl“ bedeutet in der tuwinischen Sprache „rot“ und stammt vom alttürkischen Qyzyl (vergleiche türkisch Kızıl).

## Geografie

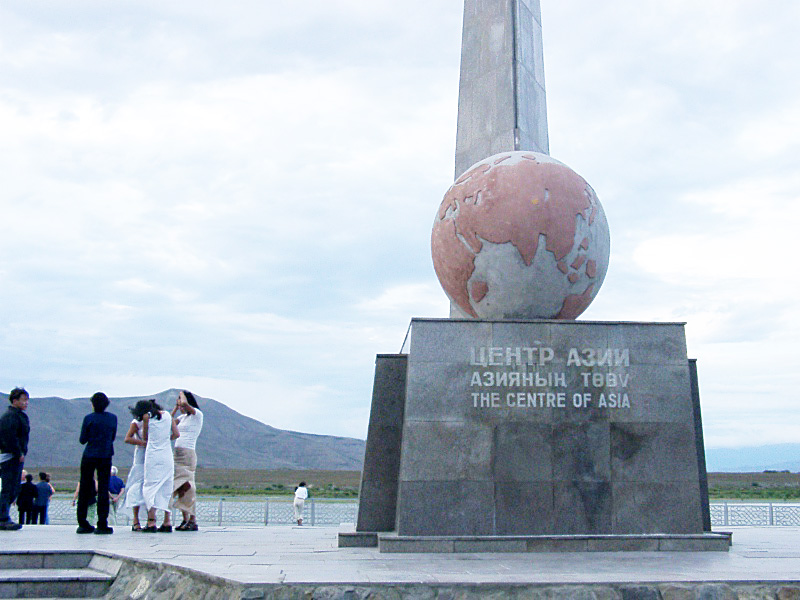
Kysyl, der „Mittelpunkt Asiens“

Kysyl nimmt nach Berechnung des britischen Geografen Douglas Carruthers aus dem frühen 20. Jahrhundert für sich in Anspruch, in der Nähe des geografischen Mittelpunktes Asiens zu liegen. Die Hauptstadt von Tuwa liegt in einer Hochebene am Zusammenfluss von Großem und Kleinem Jenissei (tuwinisch Bii-Chem und Kaa-Chem, „Großer“ und „Kleiner Fluss“) zum Jenissei, hier Oberer Jenissei (tuwinisch Ulug-Chem, etwa „Mächtiger Fluss“) genannt.

## Geschichte
Die Stadt wurde 1914 als Belozarsk (russisch Белоца́рск Weißer Zar) gegründet. Von 1918 bis 1926 hieß die Stadt Chem-Beldyr oder Chem-Beldir (russisch Хем-Бельды́р bzw. Хем-Бельди́р), was so viel bedeutet wie „Stadt am Fluss“ oder „Stadt an den Flüssen“. Danach erhielt sie ihren heutigen Namen und war bis 1944 Hauptstadt der unabhängigen Tuwinischen Volksrepublik.
Der Obelisk, der das Zentrum von Asien markiert, wurde 1964 zum 20. Jahrestag des Beitritts von Tuwa zur Sowjetunion von dem Bildhauer W. F. Djomin sowie den Architekten W. I. Baschin und W. P. Wetschinow geschaffen.
1992 wurde mit dem neuen Staatswappen und der neuen Flagge die Symbolik der bis 1944 bestehenden Tuwinischen Volksrepublik wiederbelebt, obwohl Tuwa heute als autonome Republik als Föderationssubjekt Teil der Russischen Föderation ist.

### Bevölkerungsentwicklung
| Jahr | Einwohner |
| ---- | --------- |
| 1939 | 10.000    |
| 1959 | 34.462    |
| 1970 | 51.683    |
| 1979 | 66.027    |
| 1989 | 84.641    |
| 2002 | 104.105   |
| 2010 | 109.918   |

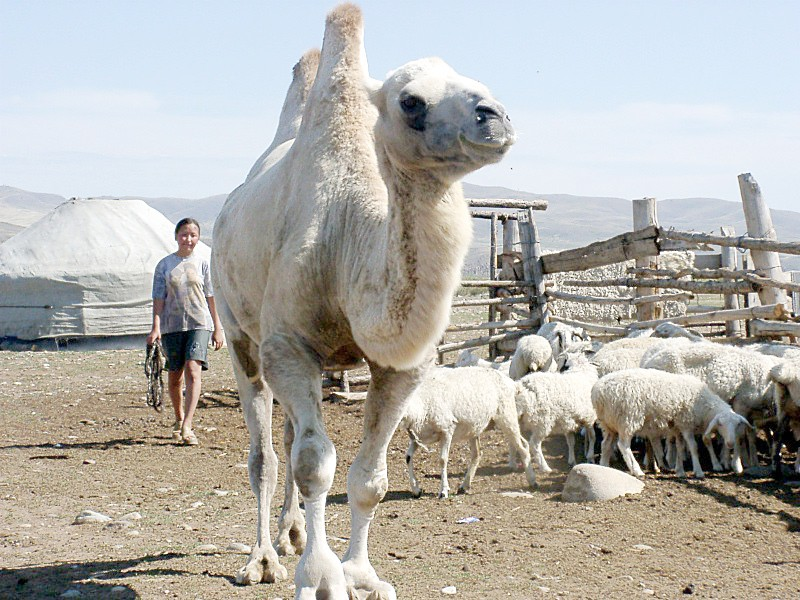
Jurte (hinten links) in der Nähe von Kysyl

Anmerkung: ab 1959 Volkszählungsdaten

## Kultur

Denkmal des Schäfers, Kysyl

In Kysyl gibt es einige Hochschulen, viele Fachschulen, andere Lehranstalten und Oberschulen. Eine Klinik der Schamanen befindet sich in unmittelbarer Nähe zur Markierung des Zentrums von Asien. Auf dem Territorium von Tuwa existieren viele Heilquellen, auf Tuwinisch „Arschaan“. Eine befindet sich wenig außerhalb der Stadt in der Nähe des Denkmals für den Schäfer.

Steinmetzbrunnen, Kysyl

Im Zentrum von Kysyl liegt der große Lenin-Platz mit einem geschnitzten Brunnen, mit Musik- und Dramatheater, dem Haus der Künstler, Kino, Post- und Regierungsgebäuden. Tuwa ist bekannt für seine Steinschnitzereien aus Agalmatolith, umgangssprachlich Speckstein oder Gipsstein. Die Tuwiner nennen ihn „Tschanordasch“. Die tuwinischen Jäger und Viehzüchter schnitzten aus Agalmatolith Tiere, ihre Umwelt, auch Phantasielebewesen und typische Szenen ihres Alltags. Solche Steinmetzarbeiten gehen bis in die Skythenzeit zurück. Kysyl beherbergt auch ein sehenswertes Nationalmuseum.
Das Tuwinische Theater feierte am 1. April 2006 seinen 70. Geburtstag sowie den 100. Geburtstag seines Gründers, des Autors und Schauspielers Viktor Kok-ool.

## Wirtschaft
Das Hotel „Kysyl“ ist das älteste Hotel der Stadt und ein vierstöckiger Bau im Zentrum von Kysyl. Die anderen Hotels „Mongulek“, „Odugen“ und „Cottage“ liegen am Ufer des Jenissei. Das Camp Ai bietet anstelle von Zimmern jeweils eine Jurte und liegt etwa 25 km von Kysyl entfernt am Großen Jenissei.
In der Republik Tuwa gibt es Vorkommen von Gold, Kohle, Steinsalz und Asbest, die in der Stadt verarbeitet werden.

## Verkehr
Kysyl liegt an der russischen Fernstraße M54, die von Krasnojarsk bis zur mongolischen Grenze führt. Mit dem Linienbus dauert die Fahrt auf der auf diesem Abschnitt Ussinsker Trakt genannten Straße von Abakan über den Westsajan etwa 11 Stunden, mit dem Pkw bei normalen Wetterverhältnissen unter 6 Stunden. Die andere der beiden nach Tuwa führenden Straßen erreicht Kysyl über eine weiter westlich verlaufende Route von Abakan über Abasa, den 2206 m hohen Sajanski-Pass und Ak-Dowurak (Fernstraße A161 bis Ak-Dowurak, weiter A162).
In Abakan befindet sich die nächstgelegene Bahnstation. Bisher führt noch keine Eisenbahnstrecke nach Tuwa. Der Bau der Bahnstrecke Kysyl–Kuragino wurde am 20. Mai 2006 beschlossen.
Kysyl besitzt den Flughafen Kysyl mit Verbindung nach Abakan (Dauer etwa 40 Minuten) sowie seit September 2010 auch wieder nach Krasnojarsk und Nowosibirsk (mit einer achtplätzigen Pilatus PC-12 der Fluggesellschaft Dexter). Bis Anfang der 1990er-Jahre gab es auch fünfstündige Direktflüge nach Moskau.

## Söhne und Töchter der Stadt
- Roman Sentschin (* 1971), Schriftsteller
- Kirill Peskow (* 1990), russischer Kosmonaut

## Klimatabelle
Das Klima Kysyls ist wie im Rest Sibiriens extrem stark geprägt, qualifiziert aufgrund der mangelnden Niederschläge und der warmen Sommer als semiarid (BSk). Obwohl Kysyl auf einem ähnlichen Breitengrad wie Duisburg liegt, sind die Winter um ca. 30 Grad kälter, das Januarmittel beträgt minus 28,7 °C. Grund sind die Berge Kasachstans und die extreme Entfernung von einem Meer. Die Sommer hingegen sind sehr warm mit einem Julimittel von 20,5 °C.
|                       | Jan   | Feb   | Mär   | Apr  | Mai  | Jun  | Jul  | Aug  | Sep  | Okt  | Nov   | Dez   |   |      |
| Mittl. Tagesmax. (°C) | −25,2 | −19,2 | −5,0  | 10,7 | 19,9 | 25,4 | 26,6 | 24,3 | 17,8 | 7,4  | −9,9  | −22,3 | ⌀ | 4,3  |
| Mittl. Tagesmin. (°C) | −35,0 | −32,0 | −19,2 | −2,9 | 4,4  | 10,7 | 13,2 | 10,7 | 3,8  | −5,6 | −19,7 | −31,1 | ⌀ | −8,5 |
|                       |       |       |       |      |      |      |      |      |      |      |       |       |   |      |
| Niederschlag (mm)     | 9     | 4     | 3     | 5    | 14   | 45   | 47   | 44   | 22   | 8    | 10    | 12    | Σ | 223  |
|                       |       |       |       |      |      |      |      |      |      |      |       |       |   |      |
| Regentage (d)         | 3     | 2     | 1     | 1    | 4    | 6    | 7    | 8    | 5    | 2    | 3     | 4     | Σ | 46   |

| −35,0 |

| −32,0 |

| −19,2 |

| −2,9 |

| 4,4 |

| 10,7 |

| 13,2 |

| 10,7 |

| 3,8 |

| −5,6 |

| −19,7 |

| −31,1 |

| −35,0 |

| −32,0 |

| −19,2 |

| −2,9 |

| 4,4 |

| 10,7 |

| 13,2 |

| 10,7 |

| 3,8 |

| −5,6 |

| −19,7 |

| −31,1 |